# Angilbert
Pour les articles homonymes, voir Engilbert.
Angilbert (saint Angilbert) ou Angilberk (du francique Agil « lame » et Berht « brillant »), en latin Angilbertus Centulensis, né vers 740 et mort le 18 février 814 à l’abbaye de Saint-Riquier (nommée à l'origine Centula), en Picardie,, est un proche conseiller de Charlemagne, l’un de ses diplomates et un poète reconnu. Duc des terres maritimes, avoué et septième abbé de Saint-Riquier, il vit pendant deux ans en concubinage avec Berthe, troisième fille de Charlemagne.
Angilbert, qui finit sa vie comme simple moine à Saint-Riquier, est vénéré comme un saint, le jour de sa mort, le 18 février.

## Biographie

### Origine familiale
Bien que des généalogistes affirment que sa famille possédait le Ponthieu depuis le VIe siècle, affirmations reprises sans discernement par des biographes au XIXe siècle, on ne peut rien dire à propos de l'ascendance paternelle d'Angilbert, si ce n'est que son père se nommait Nithard, possédait des biens dans le Saalgau et était marié à Richarde, fille du comte Jérôme, lui-même fils bâtard de Charles Martel. À la fin du VIIIe siècle, Angilbert était établi duc et gouverneur du Ponthieu ou plutôt de la Côte maritime.

### Les années de formation
Angilbert fut élevé à la cour de Charlemagne, où il fut l'élève et l'ami du grand érudit anglo-saxon Alcuin dont il devint le disciple. Il était destiné à l'état ecclésiastique et reçut le sacrement de l'ordre tôt dans la vie. Il acquit une grande connaissance des lettres et continua à se perfectionner dans cette voie sous la direction d'Alcuin tout le reste de sa vie en suivant les conseils d’Adalard de Corbie.

### Au service de Pépin d'Italie (782 - 791)
En 782, lorsque Charlemagne envoya son jeune fils Pépin (777- 810) en Italie, comme roi des Lombards, Angilbert l’accompagna en qualité de primicerius palatii (archichapelain). En tant que chef du conseil de Pépin dont il était devenu l'ami, il assista ce dernier dans le gouvernement de l'Italie pendant un certain temps. Son rôle fut d’être un grand commis de l’État, laïc.

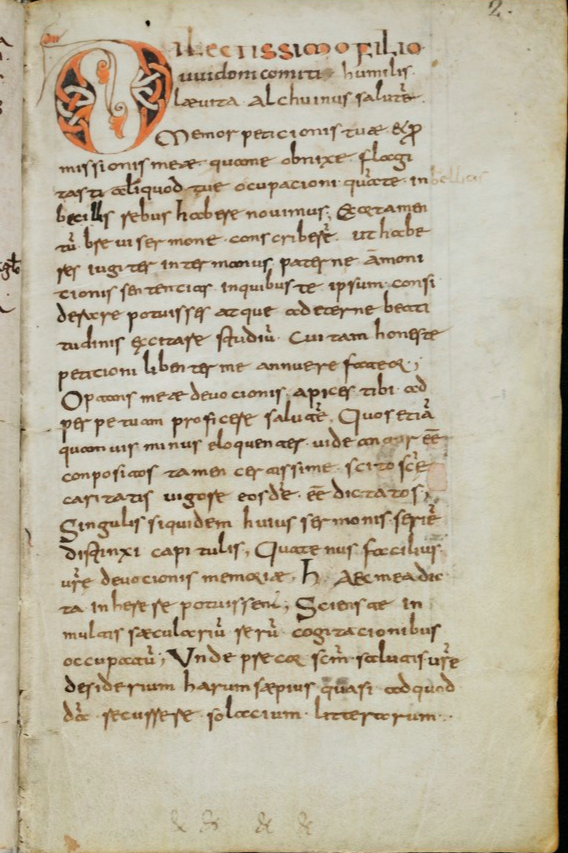
Un folio du ms. C 78 de Zurich (IXe siècle), évoquant un éloge à Charlemagne attribué à Angilbert.

### La défense des provinces maritimes (791-814)
À son retour en France, en 791, Angilbert fut chargé par Charlemagne de la défense et du gouvernement des côtes septentrionales de l'Empire, de l'Escaut à la Seine. Il établit sa résidence au château de Centula, en Ponthieu, près de l'endroit où se trouve l'abbaye fondée par Riquier. Il avait une grande dévotion pour ce saint abbé en raison des miracles qui s'opéraient autour de son tombeau. Atteint d'une grave maladie, il fit vœu de se faire religieux à Saint-Riquier s'il recouvrait la santé. À peine guéri, il dut défendre ses terres contre les irruptions des Vikings. Il remporta une grande victoire, qu'il attribua à l'intercession du saint, et dut dès lors accomplir son vœu.

### Le diplomate (792-800)
Charlemagne utilisa les vertus et les talents d'Angilbert pour le bien public de l'Église et de l'État. Il en fit son chapelain et l'envoya trois fois à Rome en qualité d'ambassadeur auprès du pape. Il est certain qu'il était aimé et préféré par Charlemagne, car ce dernier l'appelait minister Cappellæ. La première fois, en 792, quand il y mena Félix d'Urgell pour lui faire abjurer son hérésie devant le pape Adrien Ier. En 794, il apporta à Adrien Ier un mémoire relatif au IIe concile de Nicée et au culte des saintes images. En 795, Angilbert est nommé surintendant (provisor) des domaines royaux. En 796, il se rendit à nouveau à Rome pour s'assurer de la fidélité du peuple romain envers le nouveau pape Léon III et offrir des présents à la basilique Saint-Pierre.
Enfin, en 799, il accompagna Charlemagne qui venait de recevoir la couronne impériale. Il semble probable qu'Angilbert à cette période menait une vie très mondaine et en rien monastique.

### Abbé de Saint-Riquier (791-814)
En 790, il se retira à l’abbaye de Saint-Riquier, sans quitter néanmoins son gouvernement.
À l'abbaye, Angilbert était, paraît-il, un sujet d'édification pour tous les religieux par une humilité sincère et les pratiques d'une austère pénitence. En 794, à la mort de l'abbé Symphorien, les moines, d'un commun accord, élurent abbé Angilbert pour le remplacer, et ce choix eut la pleine approbation de Charlemagne. Il n'était pas rare pour les princes mérovingiens, carolingiens ou plus tard capétiens d'être élus puis nommés abbés laïcs de monastères. Les non-religieux utilisaient les revenus du monastère pour leurs dépenses personnelles et les moines faisaient cadeau de leurs biens pour les dépenses de la fondation. Le nouvel abbé s'occupa tout à la fois du spirituel et du temporel de son abbaye, il dépensa sa fortune pour sa reconstruction, laquelle à Pâques de l'année 800, reçut la visite de Charlemagne. Il augmenta le nombre de religieux, rétablit l'observance de la règle dans sa première rigueur par ses exemples tout autant que par ses instructions, donna tous ses soins à la digne célébration des saints offices et enrichit son abbaye d'un grand nombre de reliques.
En 811, Angilbert souscrivit au testament de Charlemagne dont il était l'exécuteur des dernières volontés. Il fut l'un des témoins des dernières volontés de Charlemagne le 28 janvier 814. Il mourut peu de temps après l'empereur le 18 février 814 et fut inhumé en l'église du Saint-Sauveur et de Saint-Richard de son monastère.
En 1100, le pape Pascal II le déclara « saint ».

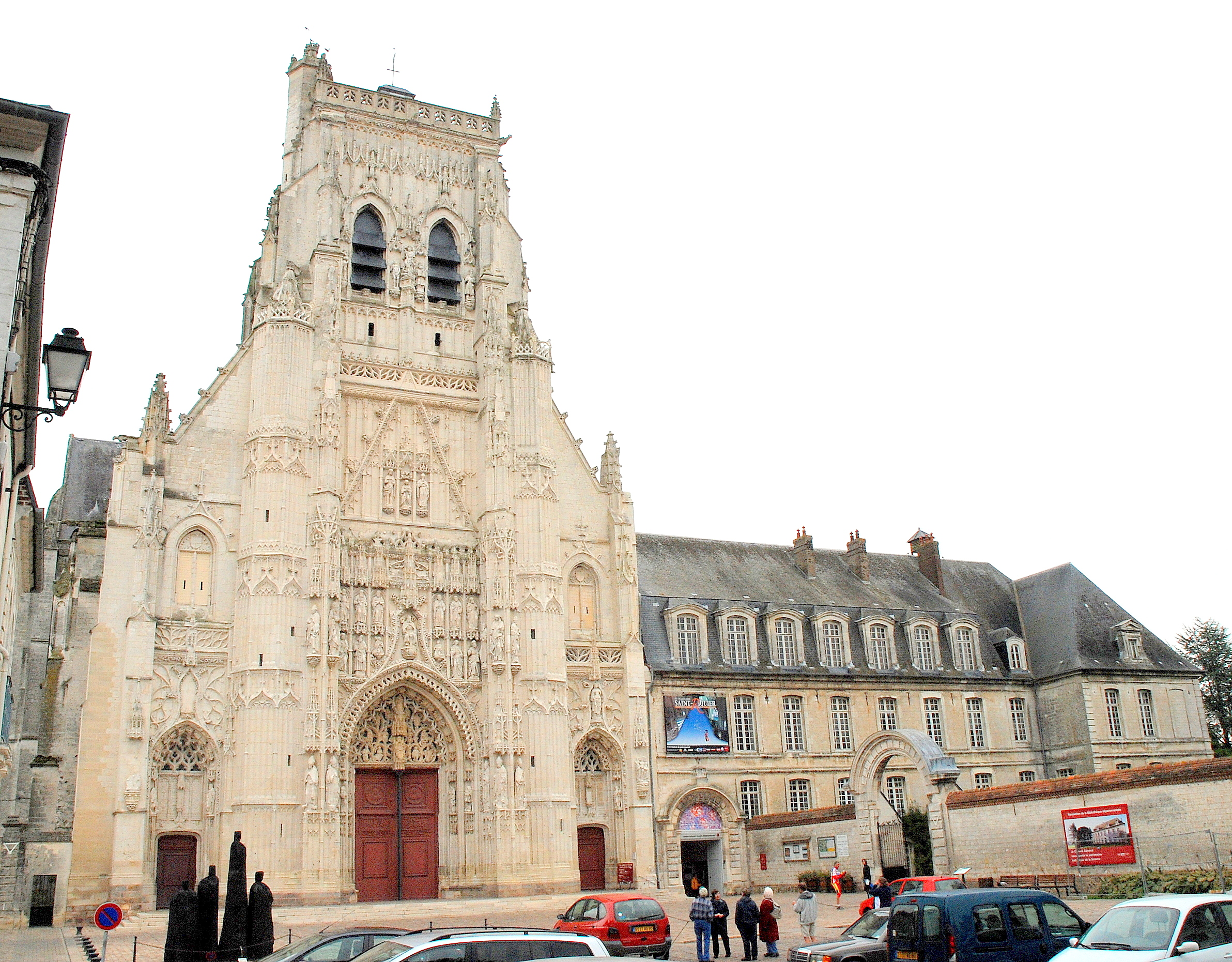
Vue actuelle de l'abbaye de Saint-Riquier (Somme).
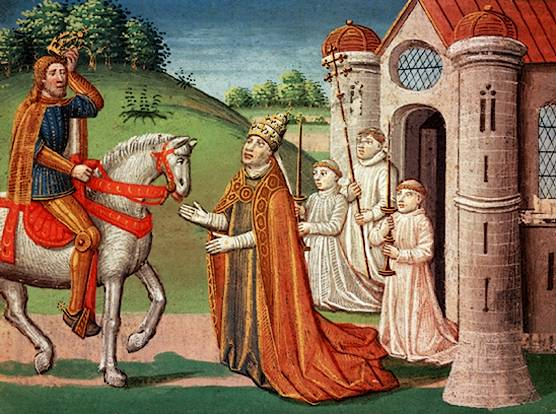
Charlemagne et le pape Adrien Ier (1493).
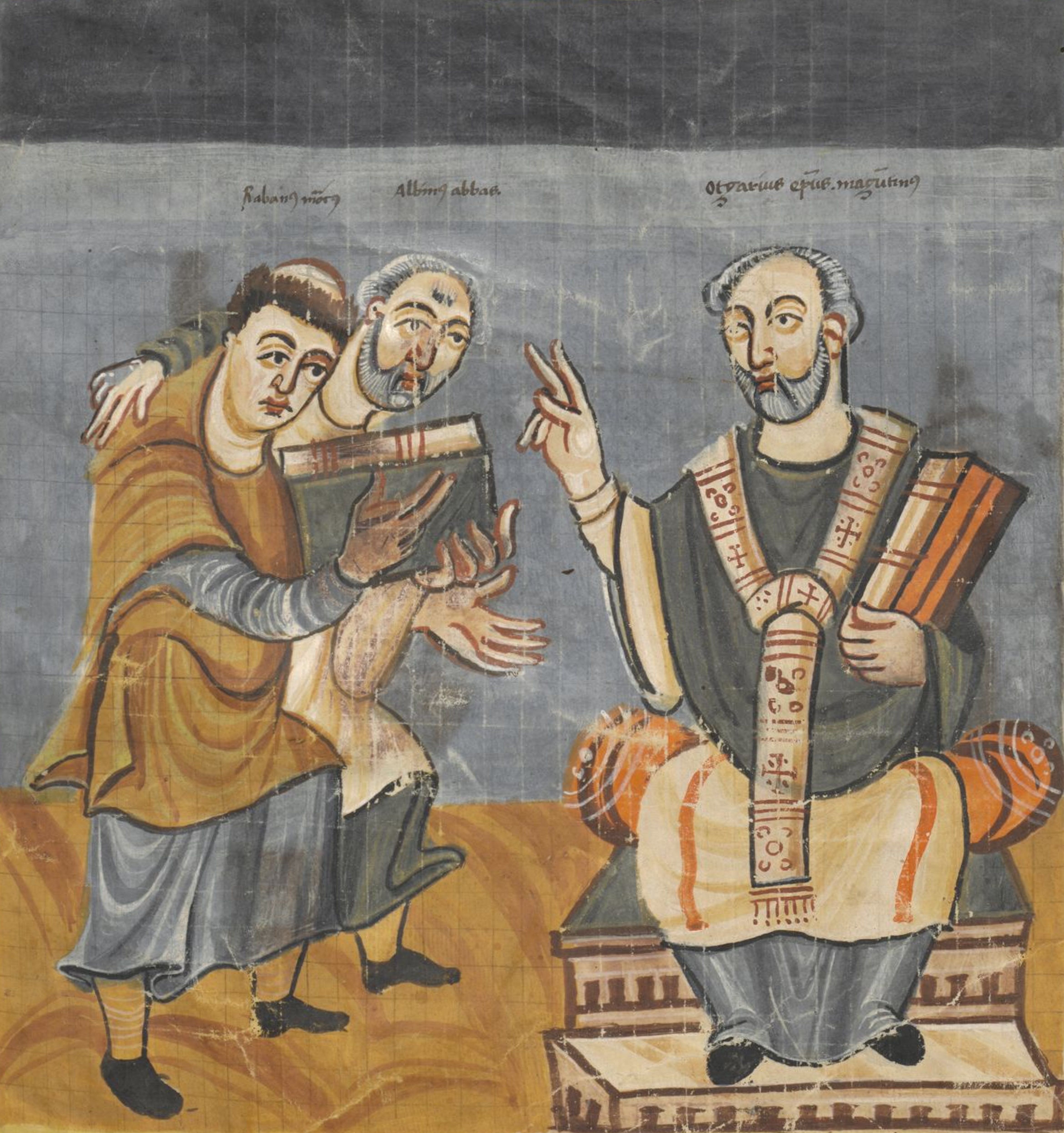
Raban Maur (gauche), soutenu par Alcuin (milieu), dédicace son œuvre à l'archevêque Otgar de Mayence (droite), manuscrit du IXe siècle.
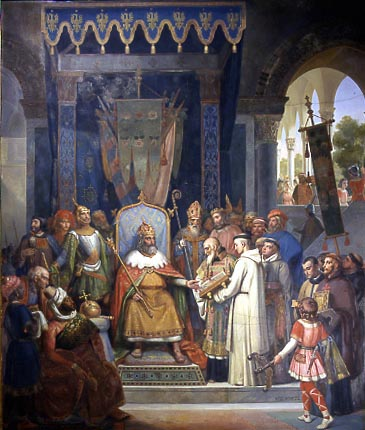
Charlemagne, entouré de ses principaux officiers, reçoit Alcuin qui lui présente des manuscrits, ouvrages de ses moines par Victor Schnetz (XIXe siècle).

### Famille

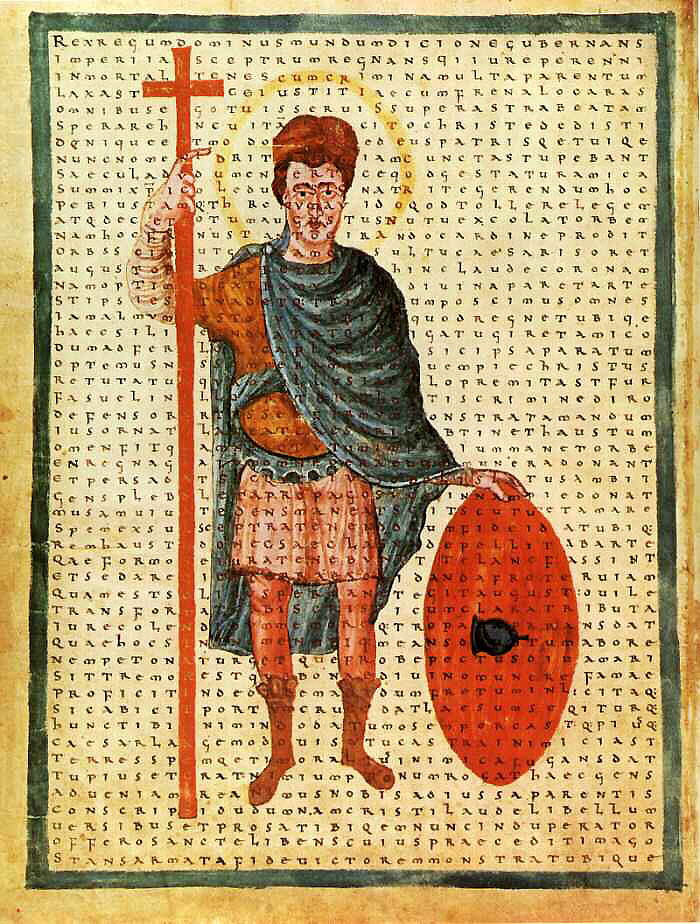
Louis le Pieux, son frère, le 11 septembre 813, fait bannir Bertha de la cour. Miniature du Liber de laudibus Sanctae Crucis, Codex Vaticanus Reginensis latinus 124.

#### Conjointe
Angilbert vivait maritalement avec Berthe (Bertrada ou Berta), fille de Charlemagne et de Hildegarde de Vintzgau, née en 779 ou 780, morte un 11 mars, en 824 ou après. Ils eurent
ensemble des enfants.
Charlemagne, selon certaines sources lui aurait fait épouser en secret sa fille. Selon d’autres sources le mariage n’aurait eu lieu qu’après la naissance des enfants. L'an 800 semble être une date plus probable pour la naissance de leurs deux fils.
Cette intrigue d'Angilbert, souvent considérée comme un mariage, a été contestée par certains érudits catholiques, puis fut admise et un autre Angilbert, celui-là du XIIe siècle, son biographe, précisa que l'abbé avant sa mort n'avait aucune envie de faire pénitence pour ce mariage, et l'historien Nithard, qu’il cita, affirmait que : Angilbert est son père.
Bertha ne vécut toutefois que deux années avec Angilbert, car celui-ci, à la suite d'une grave maladie y voyait une punition de Dieu.
Lors de son avènement, son frère, Louis le Pieux, la bannit de la cour. Elle vécut à l’abbaye de Saint-Riquier aux côtés de son ancien compagnon.

#### Descendance
Angilbert et Berthe eurent au moins deux fils : 
- Hartnid  (vers 799 - 850) ou Harraild, Haraid. L'existence de ce fils est attestée par son frère dans ses écrits[23]. Plus tard des généalogies qui ont voulu établir une continuité familiale à la tête du comté de Ponthieu ont voulu lui attribuer comme fils un Hugues, comte de Ponthieu, prétendu ancêtre de Hugues Ier d'Abbeville († 1026), avoué de Saint-Riquier, châtelain d'Abbeville, puis seigneur de Ponthieu, marié vers 994 à Gisèle, fille d'Hugues Capet[24]. Tout d'abord le titre de comte de Ponthieu n'apparaît qu'en 1024, la charge de la défense du pays revenait alors à l'avoué de Saint Riquier. Or la chronique de Saint-Riquier mentionne clairement qu'à la mort de Nithard, cette charge est d'abord passée à un Louis, puis à Rodolphe, de la famille des Welfs[25] ;

- Nithard (vers 800 -15 mai 845), historien, abbé laïc de Saint-Riquier.

## Poète et chroniqueur
Ses poèmes révèlent la culture et les goûts d'un homme du monde, jouissant de la plus grande intimité avec la famille impériale. Surnommé l′« Homère de la cour », il cultiva la poésie avec succès, et fut membre de l'Académie palatine où il occupa le siège d'Homère. L'auteur Dufresne de Francheville, en utilisant quelques écrits d'Angilbert, écrivit l′Histoire des premières expéditions de Charlemagne, roman qui fut attribué à tort à Angilbert.
Angilbert est probablement l'auteur d'une épopée, dont l'extrait fut préservé et qui décrit la vie au palais et la rencontre entre Charlemagne et Léon III. Il s'inspira de Virgile, Ovide, Lucain et Venance Fortunat, mais aussi d'Eginhard et de Suétone.
Ses poèmes, courts, comportent outre un hommage à Pépin à son retour de la campagne contre les Avars (796), une épître à David (Charlemagne) et révèlent d'ailleurs une image du poète vivant avec ses enfants dans une maison entourée d'un joli jardin, dans le palais de l'empereur. La référence à Bertha, cependant, est distante et respectueuse. Son nom figure sur la liste des princesses, auxquelles il envoya ses salutations.
Charlemagne utilisa ses talents dans l’intérêt de la religion et des sciences. Angilbert s’appliqua à protéger les arts et les lettres et à répandre ainsi la lumière et les bienfaits au sein de sa paisible retraite. L'Académie palatine fut à l’origine de la production accrue de l'écrit et entraîna l'apparition de très grandes bibliothèques, comme celle d'Angilbert, à l'abbaye de Saint-Riquier.
Les poèmes d'Angilbert ont été publiés par Ernst Dümmler dans sa Monumenta Germaniae Historica.